# Pterotricha engediensis
Pterotricha engediensis är en spindelart som beskrevs av Levy 1995. Pterotricha engediensis ingår i släktet Pterotricha och familjen plattbuksspindlar.
Artens utbredningsområde är Israel. Inga underarter finns listade i Catalogue of Life.